# Neorrealismo (relaciones internacionales)
El término neorrealismo o realismo estructural hace referencia a la evolución del realismo político dentro del campo de las relaciones internacionales. Según el libro de Esther Barbé Relaciones Internacionales, se presenta como el paradigma o mapa mental más apropiado para el análisis de la sociedad internacional actual desde un punto de vista de la Realpolitik; pero, a diferencia del primer realismo, centra su análisis en la estructura del sistema internacional, para entender los mecanismos de cambio y de continuidad en el propio sistema.
Según Keneth Waltz, en su libro Theory of International Politics (1979), el principio de orden del Sistema Internacional es la anarquía (p.88). Este principio ordenador sugiere que el Sistema Internacional no es caos y desorden. En cambio, se basa en que los actores internacionales son incapaces de tener relaciones de subordinación o viceversa p.88. Ergo, no existe una autoridad central que sea capaz de ejercer coerción en el Sistema Internacional. 
A diferencia del Realismo Clásico, en el Neorrealismo es la estructura del Sistema Internacional la que determina el comportamiento de los Estados. Según Keneth Waltz, la estructura lleva a que el comportamiento estatal sea relativamente igual entre ellos. Por ende, la prioridad principal de los Estados es la búsqueda de seguridad. Así pues, esta característica de los Estados limita la cooperación y refuerza la competencia de los Estados.
Entre los neorrealistas se encuentran Waltz, Krasner y Gilpin.

## Contexto Histórico
El Neorrealismo o realismo estructural es la reinterpretación del realismo político en la disciplina de las Relaciones Internacionales. El primer esbozo fue realizado por Keneth Waltz en su libro “Teoría de la Política Internacional” (1979).  
Las condiciones históricas de la reinterpretación recaen en la distribución del poder político en el Sistema Internacional durante la guerra fría. Las nuevas dinámicas de poder en el Sistema Internacional llevaron a los académicos de la época a interpretar el comportamiento estatal en torno a los acontecimientos de mayor tensión de la guerra fría. Así pues, la configuración bipolar del Sistema Internacional conformada por Estados Unidos y la URSS, como hegemonías, no encajaba en las interpretaciones teóricas del Realismo clásico de Hans Morgenthau, E. H. Carr y otros.

## Antecedentes Teóricos
Los antecedentes históricos del Neorrealismo recaen en el libro “Man, The State and War” (1959) de Keneth Waltz. Mediante la interpretación que se encuentra en este libro de “¿Por qué ocurre la guerra?”, su distinción de las causas de la guerra en tres imágenes son útiles para explicar, además, el comportamiento de los actores del Sistema Internacional.
En la Primera Imagen, Keneth Waltz se enfoca en la naturaleza humana y como esta determina el comportamiento de las sociedades. El autor se basa en la anarquía Hobbesiana para identificar que el ser humano es egoísta y racional por naturaleza.
La Segunda Imagen está enfocada en los Estados y sus acciones. Para Keneth Waltz, los Estados son la unidad básica del Sistema Internacional, además, estos son racionales. Por ende, sus acciones están ligadas a su supervivencia. Esto quiere decir que buscan maximizar su seguridad tomando el poder como punto central. 
La Tercera Imagen recoge las dos anteriores. Aquí, Keneth Waltz hace una analogía con la naturaleza humana y las características principales del Estado con el Sistema Internacional. Por un lado, señala que la anarquía hobbesiana se ve reflejada en el Sistema Internacional, donde su estructura es anárquica. Del mismo modo, la estructura anárquica determina el comportamiento estatal. 

## John J. Mearsheimer y el neorrealismo
Dentro de la interpretación del Neorrealismo o Realismo estructural destaca el politólogo estadounidense John J. Mearsheimer en sus obras “The Tragedy of Great Power Politics” (2001) y "Structural realism" (2007), donde expone los puntos principales de esta corriente ideológica. 
John J. Mearsheimer, al igual que Keneth Waltz, argumenta que la estructura anárquica del Sistema Internacional predispone el comportamiento estatal. Asimismo, se ignora la identidad cultural y el régimen estatal. Teniendo esto en cuenta, lo único en lo que se fijan los autores Neorrealistas es en la cantidad de poder de los Estados. 

### Los Principales puntos de "Structural Realism" son
1.     La Estructura del Sistema Internacional es anárquica: Esto quiere decir de que no existe una autoridad central; predispone el comportamiento Estatal a la defensa
2.     Todos los Estados poseen poder ofensivo militar. Pero, varía según las capacidades de los Estados. Estas capacidades militares son medibles
3.     Los Estados nunca pueden estar seguros de las intenciones de los demás Estados. A diferencia de las capacidades militares, las intenciones de los Estados no son medibles 
4.     El objetivo principal de los Estados es sobrevivir en el Sistema Internacional, esa sobrevivencia es seguridad. La forma de conseguir seguridad es mediante el poder. Ergo, el poder es el medio y la seguridad el fin 
5.     Todos los Estados son actores racionales, siempre actúan meticulosamente. Si por algún motivo cometen un error, esto se debe, principalmente, porque operan con desinformación.

## Neorrealismo y neoliberalismo
En la actualidad existe un debate (neo-neo) entre las escuelas neorrealistas y neoliberales, que comparten presupuestos científicos (cómo investigar) y agenda de investigación (qué investigar) y las escuelas posmodernas o reflectivistas sobre el alma misma de las relaciones internacionales, cuyo desarrollo se evidencia entre racionalismo y reflectivismo, respectivamente.
Clarificando las diferencias entre neorrealismo y neoliberalismo, se puede acudir al esquema de David Baldwin:
1. Los neorrealistas consideran que la anarquía limita más la actuación del Estado de lo que piensan los neoliberales.
2. Los neorrealistas consideran que la cooperación internacional es mucho más difícil de conseguir y de mantener, y que depende más del poder del Estado de lo que piensan los liberales.
3. Los neoliberales enfatizan las ganancias absolutas de la cooperación internacional, mientras que los neorrealistas lo hacen con las ganancias relativas. Los neorrealistas se preguntarán quién gana más con la cooperación internacional, mientras que los neoliberales estarán concentrados en maximizar el nivel total de ganancias de todas las partes.
4. Los neorrealistas asumen que, a causa de la anarquía, los Estados tienen que estar preocupados por las cuestiones de seguridad y por las causas y efectos de las guerras, mientras que los neoliberales se concentran en la economía política internacional y en el medio ambiente. Así pues, cada uno tiende a ver las perspectivas de la cooperación internacional de manera diferente: estudian mundos diferentes.
5. Los neorrealistas se concentran en las capacidades antes que en las intenciones, mientras que los neoliberales prestan más atención a las intenciones y a las percepciones que a las capacidades.
6. Los neorrealistas no creen que las instituciones internacionales y los regímenes puedan mitigar los efectos limitadores de la anarquía en la cooperación internacional, mientras que los neoliberales creen que los regímenes y las instituciones pueden facilitar la cooperación.

Así, finalmente, el debate o, para otros, la síntesis entre neorrealismo y neoliberalismo que ha conformado el núcleo duro de la disciplina de las relaciones internacionales desde los años 1980, ha desarrollado la subdisciplina de la economía internacional y tiende hacia una convergencia evidente en el que y en el cómo, según Robert Keohane.
En años recientes, el académico chino Yan Xuetong ha propuesto una reformulación del realismo desde una perspectiva normativa, conocida como realismo moral. A diferencia del neorrealismo clásico, su enfoque incorpora elementos éticos y culturales propios del confucianismo para explicar el ascenso y declive de las potencias, desafiando así la noción de que el poder material es el único factor determinante en el comportamiento estatal.